# Nina (film, 2016)
 (octobre 2023).
Le contenu est difficilement compréhensible vu les erreurs de traduction, qui sont peut-être dues à l'utilisation d'un logiciel de traduction automatique.
Pour plus de détails, voir Fiche technique et Distribution.
Nina est un film biographique américain sur la vie de Nina Simone écrit et réalisé par Cynthia Mort, sorti en 2016. Le film suscita la controverse pour le choix de l'actrice américano-dominicaine Zoe Saldaña pour incarner la célèbre musicienne de jazz. Amenant les producteurs à sortir le film en Direct-to-video.

## Synopsis
En 1988 Nina Simone (Zoe Saldaña) est financièrement fragile, mentalement instable et alcoolique. Son âge d'or d'années 1960 est loin derrière elle. Après avoir menacé un avocat avec une arme à feu, elle est placée de force à l'hôpital psychiatrique de Los Angeles pendant vingt-quatre heures. À l'hôpital, Nina embauche l'aide soignant Clifton Henderson (David Oyelowo) comme un assistant ; il l'accompagnera dans son voyage en France.
Nina boit beaucoup et refuse de prendre ses médicaments. Elle s'avère être difficile et conflictuelle. Elle abuse verbalement de Clifton, assaille le patron d'une boîte de nuit,  et fait obtenir par Clifton des hommes avec qui elle a des aventures sans lendemain. Son comportement conduit Clifton à revenir chez lui, en Amérique.
Son docteur dit à Nina que les résultats d'une biopsie sont sérieux et elle a besoin du traitement pour le cancer.
Nina arrive à l'improviste à la maison familiale de Clifton à Chicago, ce qui amuse beaucoup la famille de Clifton mais embarrasse ce dernier. Elle dit à Clifton qu'elle veut qu'il soit son directeur. Il hésite, mais accepte de travailler pour elle de nouveau.
Clifton essaye de réserver des spectacles en France, mais presque personne ne veut accepter Nina, à cause de son comportement difficile. Néanmoins, ses efforts payent, et elle réalise un merveilleux concert. Il obtient un studio et elle commence à enregistrer la nouvelle musique. Il est impliqué qu'elle et Clifton commencent une relation sexuelle. Inquiété de sa santé, il la convainc de subir la chirurgie pour son cancer.
Une fois qu'elle a récupéré de son opération, Nina retourne en Amérique pour une prestation en direct à Central Park. Une foule vient en masse pour la voir et elle ouvre son concert avec la chanson "Feeling Good".

## Fiche technique
- Titre original et français : Nina
- Réalisation et scénario : Cynthia Mort
- Montage : Mark Helfrich, Susan Wittenberg et Josh Rifkin
- Photographie : Mihai Mălaimare Jr.
- Production : Ben Latham-Jones, Stuart Parr, Barnaby Thompson et David Oyelowo
- Sociétés de production : Ealing Studios et Londinium Films
- Sociétés de distribution : RLJ Entertainment (USA)
- Pays de production :  États-Unis
- Langue originale : anglais
- Format : couleur
- Genres : biopic et drame
- Durée : 94 minutes
- Dates de sortie :
  - États-Unis : 22 avril 2016
  - France : 24 avril 2018 (DVD)

## Distribution
- Zoe Saldaña (VF : Sophie Riffont) : Nina Simone
- David Oyelowo (VF : Jean-Baptiste Anoumon) : Clifton Henderson
- Kevin Mambo : Gilles
- Ronald Guttman (VF : Jean-Pol Brissart) : Henri Edwards
- Chuma Gault : le mari de Nina
- Mike Epps (VF : Namakan Koné) : Richard Pryor
- Keith David (VF : Thierry Desroses) : le père de Clifton
- Ella Joyce (en) : la mère de Clifton
- Ella Thomas : Lorraine Hansberry
- Marianne Muellerleile : Nurse Mary
- Yasmine Golchan (VF : Bénédicte Charton) : docteur Cousier
- Siena Goines : Heather
- Camille Natta (VF : Pascale Mompez) : Michelle Laroche